# Лигея
„Лигея“ (на английски: Ligeia) е разказ, написан от американския писател и поет Едгар Алън По и публикуван за пръв път през 1838 г. Историята се развива около неназован разказвач и неговата съпруга Лигея - красивa и интелигента жена с коса черна като гарванови пера. Тя се разболява и съчинява „Червеят завоевател“ малко преди да умре. След нейната смърт разказвачът се жени за лейди Роуена. Тя също се разболява и умира. Скърбящият съпруг остава с тялото на своята любима през нощта и наблюдава как Роуена бавно се завръща от смъртта, превръщайки се в Лигея. Историята може да е пробудена вследствие на халюцинации от опиум, взет от разказвача. Има дебати дали разказът не е сатира. След първото публикуване на историята в „The American Museum“ тя бива преработвана и публикувана наново многократно през живота на По.

## Сюжет
Неназованият разказвач описва качествата на Лигея, красива, страстна и интелигентна жена, с гарвановочерна коса и тъмни очи, с която той смътно си спомня, че се е запознал „в някакъв голям, стар и западащ град край Рейн“. Той е неспособен да си припомни каквото и да е за произхода на Лигея, включително и фамилното ѝ име, но помни прелестта ѝ. Красотата ѝ обаче е необичайна. Той я описва като измършавяла, някак „странна“. Описва подробно лицето ѝ, от „безгрешното“ ѝ чело до „божествените сфери“ на очите ѝ.
Те сключват брак и Лигея впечатлява съпруга си с огромните си физически и математически познания, с владеенето си на древни езици. Тя започва да разкрива на съпруга си знанията си по метафизика и по „забранената“ мъдрост. След неуточнен период от време Лигея се разболява, вътрешно се бори с човешката тленност и накрая умира.
Разказвачът, съкрушен от скръб, купува и обновява абатство в Англия. Скоро сключва брак без любов с „русокосата и синеока Лейди Роуина Тривейниън, от Тримейн.“ През втория месец от брака Роуина започва да страда от влошаваща се треска и тревога. Една нощ, когато тя е напът да припадне, разказвачът ѝ сипва чаша вино. Замаян от опиум, той вижда (или си мисли, че вижда) капки „от блестяща и рубиненоцветна течност“ да падат в чашата ѝ. Състоянието ѝ рязко се влошава и няколко дни по-късно тя умира, а тялото ѝ бива овързано за предстоящото погребение. Докато бди през нощта, разказвачът вижда едно кратко възвръщане на руменината върху страните на Роуина. Тя неколкократно показва признаци на възстановяване и после отново мъртвешки се вдървява. Докато той се мъчи да я съживи, възстановяванията стават все по-изразени, а отпаданията – по-окончателни. Призори, когато разказвачът се е изтощил от борбата през нощта, обвитото тяло се размърдва пак, става и отива в средата на стаята. Когато той докосва фигурата, превръзките около главата ѝ се разпадат, за да разкрият талазите гарванова коса и тъмни очи: Роуина се е превърнала в Лигея.